# Hotele Premiere Classe

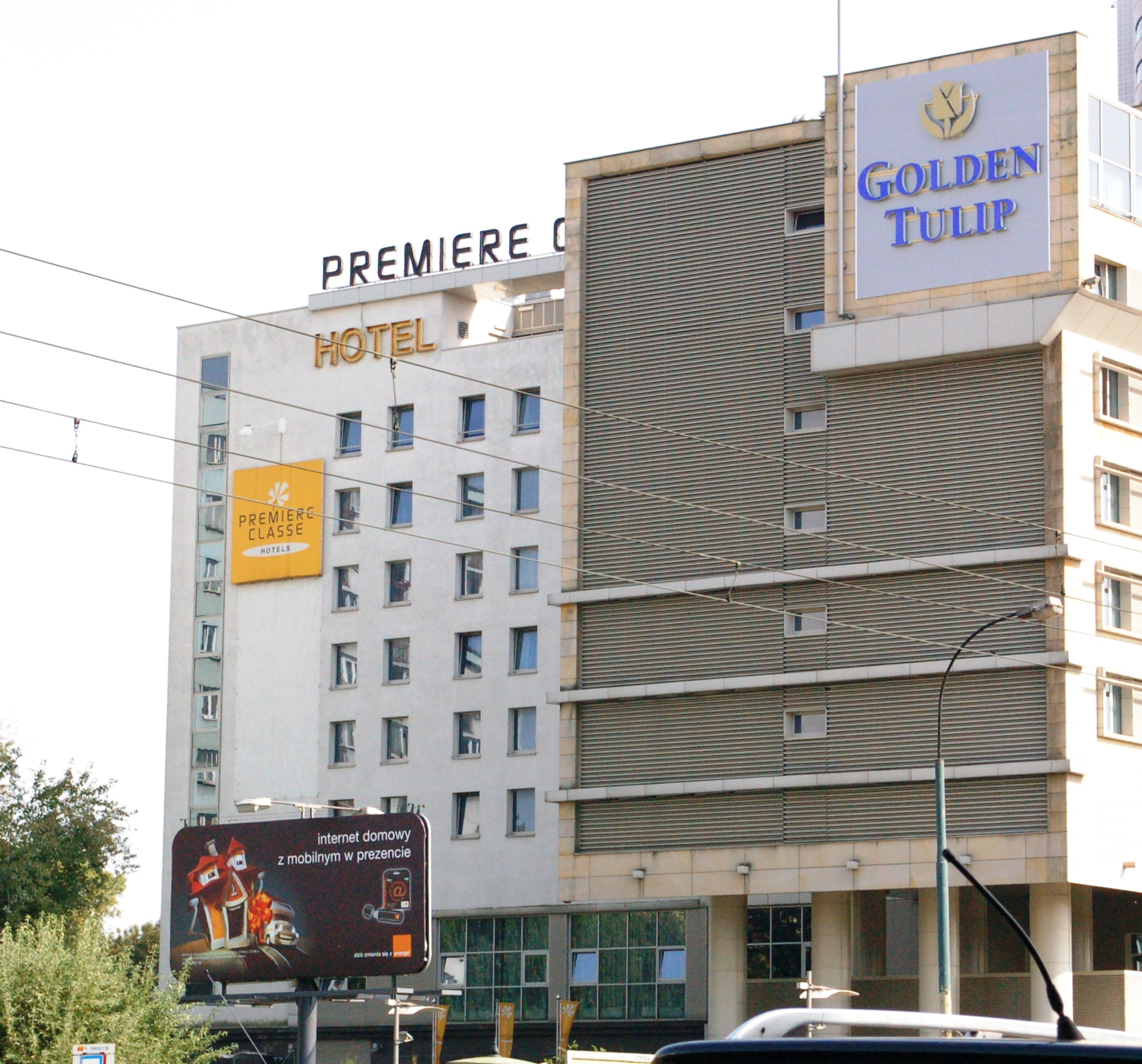
Hotel Premiere Classe w Warszawie

Hotel Premiere Classe to międzynarodowa sieć hoteli należąca do francuskiej grupy Louvre Hotels. Istnieje prawie 200 hoteli tego typu w 4 krajach europejskich. Najwięcej hoteli znajduje się we Francji.
W Polsce znajdują się dwa Hotele Premiere Classe w Warszawie oraz we Wrocławiu.